# Rheobates palmatus
Rheobates palmatus är en groddjursart som först beskrevs av Werner 1899.  Rheobates palmatus ingår i släktet Rheobates och familjen Aromobatidae. IUCN kategoriserar arten globalt som livskraftig. Inga underarter finns listade i Catalogue of Life.